# Кадищи (Тверская область)
 Кадищи  — деревня в Селижаровском муниципальном округе Тверской области.

## География
Находится в западной части Тверской области на расстоянии приблизительно 26 км на юг-юго-запад по прямой от административного центра округа поселка Селижарово.

## История
Деревня была отмечена еще на карте Менде (состояние местности на 1848 год). В 1859 году здесь (деревня Ржевского уезда Тверской губернии) было учтено 8 дворов, в 1939 — 23. До 2020 года входила в состав Оковецкого сельского поселения Селижаровского района до их упразднения.

## Население
Численность населения: 56 человек (1859 год), 1 (русские 100 %) в 2002 году, 1 в 2010.